# Kerry Noonan
Kerry Noonan est une enseignante et ancienne actrice américaine, née le 25 janvier 1960.

## Biographie
Diplômée de l'UCLA, elle débute dans une compagnie de théâtre. Elle a partagé un prix d'interprétation avec l'acteur Tim Robbins. Elle est apparue dans plusieurs séries télévisées, notamment dans un épisode de la série La Cinquième dimension, où elle interprète le rôle de Charity, une jeune femme accusée de sorcellerie.
Elle a également joué au cinéma le rôle de Paula dans le film  Jason le Mort-Vivant.
Elle a par la suite effectué un doctorat en folklore et mythologie. Ses recherches se concentrent sur les femmes et la religion, ainsi que les nouveaux mouvements religieux, (elle publie une thèse en 2002 : "Tongues of Fire: Catholic Charismatic Women Negotiating Gender and Power."). Elle a enseigné à l'UCLA, puis en tant que conférencière à la California State University à Northridge, au sein du département d'anthropologie.

## Filmographie
Cinéma
- 1985 : Hot Moves : Wendy
- 1986 : Jason le Mort-Vivant : Paula

Télévision
- 1982 : Taxi (série télévisée) (1 épisode) : La jeune femme
- 1983 : Sacrée famille (série télévisée) (1 épisode) : Mary Margaret
- 1983 : Hôpital St. Elsewhere (série télévisée) (1 épisode) : La mère
- 1985 : Drôle de vie (série télévisée) (1 épisode) : Ann
- 1985 : Arabesque (série télévisée) (1 épisode) : Une étudiante
- 1985 : La Cinquième dimension (série télévisée) (1 épisode) : Charity Payne (segment "A Message from Charity")
- 1985 : Superminds (série télévisée) (1 épisode)
- 1986 : Mr. Belvedere (série télévisée) (1 épisode) : Rachel Kinning
- 1986 : A Year in the Life (série télévisée) (1 épisode) : Trudy
- 1990 : Côte Ouest (série télévisée) (2 épisodes) : Kimmy
- 1990 : Nightmare on the 13th Floor (Téléfilm) : Gail Myers
- 1990 : China Beach (série télévisée) (3 épisodes) : Nellie
- 1993- 1995 : Des jours et des vies (série télévisée) (4 épisodes) :  Jane Manners / Lucille
- 1996 : Changement de décors (Téléfilm) : La petite amie de Letterman